# حماسه سنوئا: هل‌بلید ۲
حماسه سنوئا: هل‌بلید ۲ (به انگلیسی: Senua's Saga: Hellblade II) یک بازی ویدئویی خیال‌پردازی تاریک در سبک اکشن-ماجراجویی است که توسط استودیوی انگلیسی نینجا تئوری توسعه یافته و به‌وسیلهٔ ایکس‌باکس گیم استودیوز در ۲۱ مه ۲۰۲۴، برای ایکس‌باکس سری اکس/اس و مایکروسافت ویندوز منتشر شد. این بازی در گیم آواردز ۲۰۱۹ توسط فیل اسپنسر به عنوان دنباله بازی هل‌بلید: پیشکش سنوئا معرفی شد که رخدادهای آن در سدهٔ ۹ میلادی ایسلند روایت می‌شود و از اسطوره‌شناسی اسکاندیناوی و فرهنگ نورس‌ها الهام گرفته شده است.
قرار است نسخه‌ای نیز برای کنسول پلی‌استیشن ۵ در تابستان ۲۰۲۵ عرضه شود. بازی به‌طور کلی با واکنش‌های مثبتی از سوی منتقدان همراه بود که کارگردانی هنری، طراحی بصری و صوتی آن مورد تحسین قرار گرفت، اما منتقدان نسبت به سرعت روایت داستان و سیستم مبارزه‌ای که صحنه‌های نمایشی را به عمق ترجیح می‌دهد، انتقاداتی داشتند.